# Grévillers katonai temető
A Grévillers katonai temető (Grévillers British Cemetery) egy első világháborús sírkert a franciaországi Grévillers közelében. A temetőt Sir Edwin Lutyens és George Hartley Goldsmith tervezte.

## Története
A nemzetközösségi erők 1917. március 14-én foglalták el Grévillers települést. A tavasz folyamán a 3. és a 29. ausztrál sebesültkötöző állomás működött a terület közelében. A temetőt ők nyitották, amely 1918 márciusáig működött, amikor a németek ismét elfoglalták a falut. Augusztus 24-én az Új-zélandi Hadosztály bevette a települést, és szeptemberben a 34., a 49, és az 56. sebesültkötöző állomás működött a temető közelében. A békekötés után 240 exhumált halottat helyeztek át a sírkertbe a környékbeli csataterekről, temetőkből.
A temetőben 2106 nemzetközösségi katona földi maradványai nyugszanak. Közülük 189 személye ismeretlen. Az azonosítottak között 1057 brit, 428 ausztrál, 153 új-zélandi, 14 kanadai, három indiai és egy dél-afrikai hősi halott van.
A sírkertben áll az új-zélandi katonák emlékműve, amely az Új-zélandi Hadosztály csaknem 450 ismeretlen helyen nyugvó katonája előtt tiszteleg, aki az 1918. március-augusztus közötti védelmi harcokban, illetve az 1918. augusztus 8. és november 11. között folyó támadó hadműveletekben vesztette életét a közeli csatatereken. Ez az emlékmű az egyike annak a hét hasonló műemléknek, amely a nyugati fronton eltűnt új-zélandi katonákra emlékeztet. A sírkertben nyugszik hét második világháborús szövetséges repülős és 18 francia katona is.